# فیلیپ مولر (بازیکن فوتبال)
فیلیپ مولر (انگلیسی: Philipp Müller؛ زادهٔ ۳ مارس ۱۹۹۵) بازیکن فوتبال اهل آلمان است.
از باشگاه‌هایی که در آن بازی کرده‌است می‌توان به باشگاه فوتبال هامبورگ اشاره کرد.